# Fontaine-sur-Ay
Fontaine-sur-Ay é uma pequena comuna francesa situada na região de Grande Leste.

## Geografia
A cidade de Fontaine-sur-Ay se localiza nas proximidades de Reims e é rodeada das cidades Vauremont e Ville-en Selve ao norte, Tauxières-Mutry ao nordeste, Mutry a leste, Tours-sur-Marne a sudeste, Bisseuil ao sul, Mareuil-sur-Ay e Avenay-Val-d'Or a sudoeste, Mutigny e Mont-Flambert a oeste e Germaine a noroeste.